# Valkasken

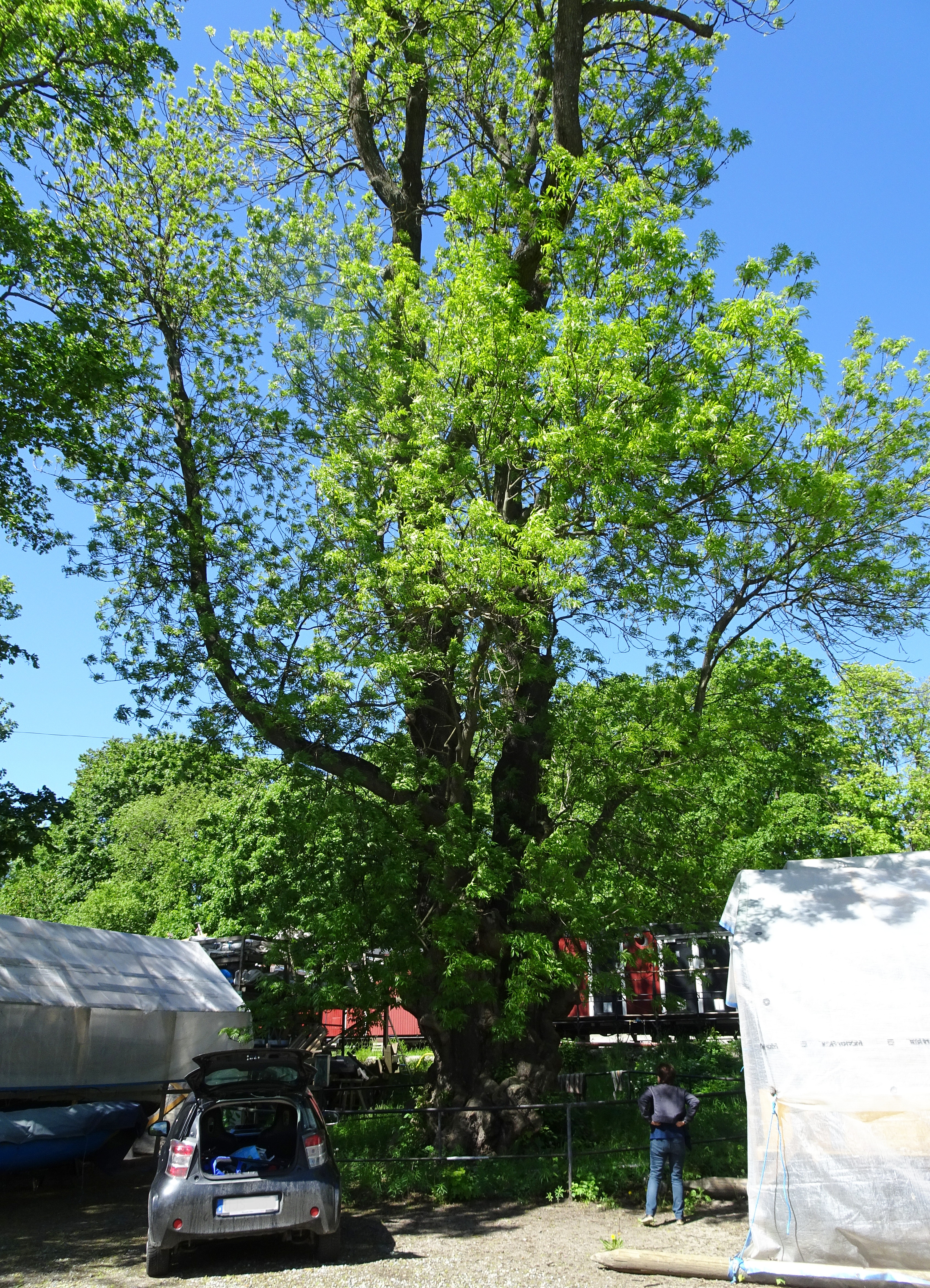
Valkasken i maj 2019.

Valkasken är en egendomligt växt ask på Långholmen i Stockholm. Trädet är över 300 år gammalt och uppmärksammades redan på 1700-talet.

## Beskrivning

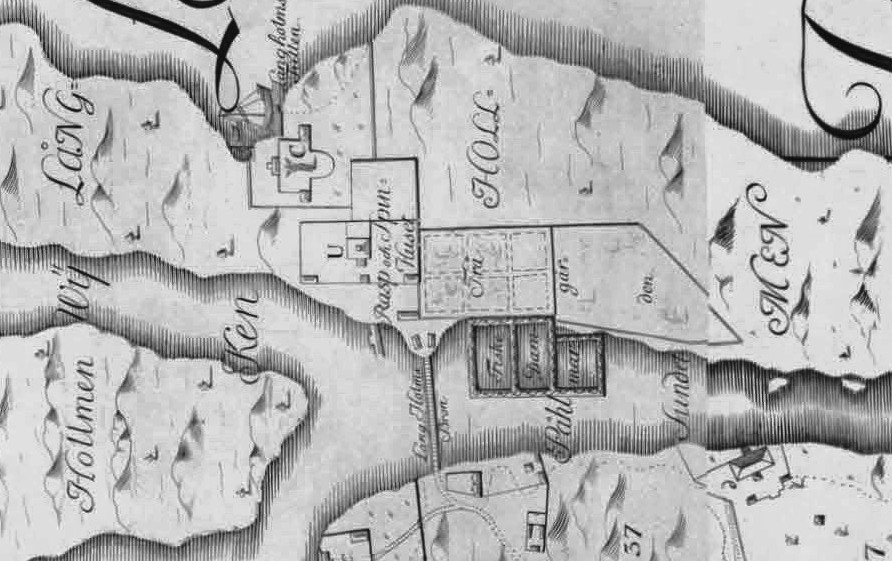
Spinnhusets trädgård, 1733.

Den dubbelstammiga valkasken växer vid Skutskepparvägen på Långholmens södra sida, strax intill Heleneborgs båtklubbs klubbhus. Trädet kallas så efter sina talrika ”valkar” och utväxter längs stammen. Anledningen härför är okänt, men bror troligen på en genmutation. Trädet är förtecknat som naturminne nr 288 i botaniker Rutger Sernanders Stockholmstraktens natur- och kulturminnen från 1935. Trädet är däremot inte förklarat som naturminne enligt miljöbalken. 
Det fanns planer på att skydda Valkasken enligt ett förslag från ”Biologisk utveckling av Stockholm” år 2003. Därav blev dock inget eftersom Miljöförvaltningen i Stockholms stad avsåg att inte längre driva bildandet av naturminnen vidare. Valkasken är en av 42 skyddsvärda askar i Stockholms stad enligt en rapport från 2016 rörande ”Särskilt skyddsvärda träd i Stockholms län”.
Det finns fler valkaskar i Stockholm, bland annat i Humlegården och i Ivar Los park på Södermalm. Den på Långholmen är dock den märkvärdigaste, redan 1733 omnämns att den fanns i södra delen av trädgården vid Långholmens spinnhus. På 1740-talet blev den registrerad av Carl von Linné som en storväxt ask. Idag är området kring asken båtklubbens vinterförvaringsplats för medlemmarnas fritidsbåtar.

## Bilder

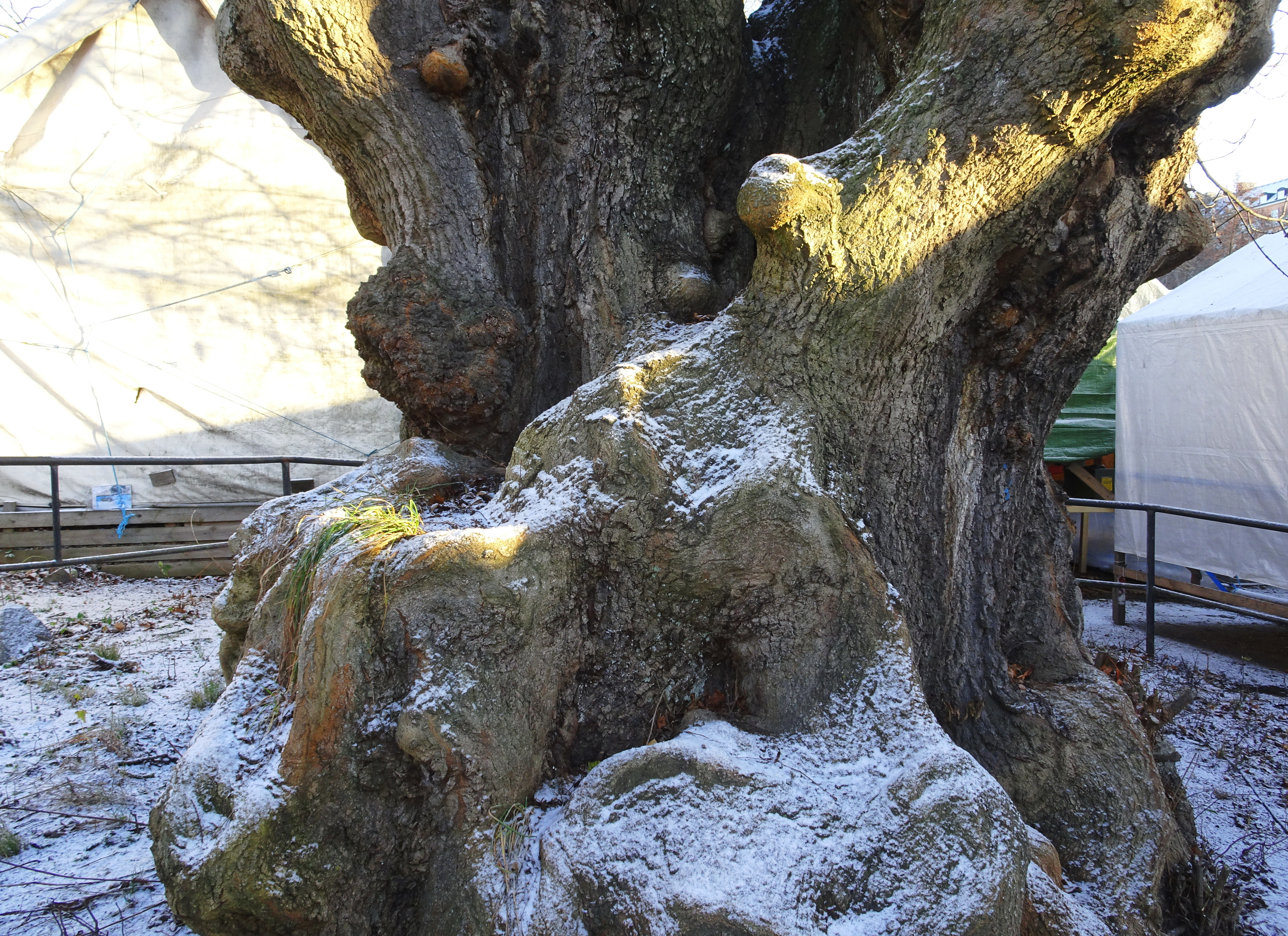
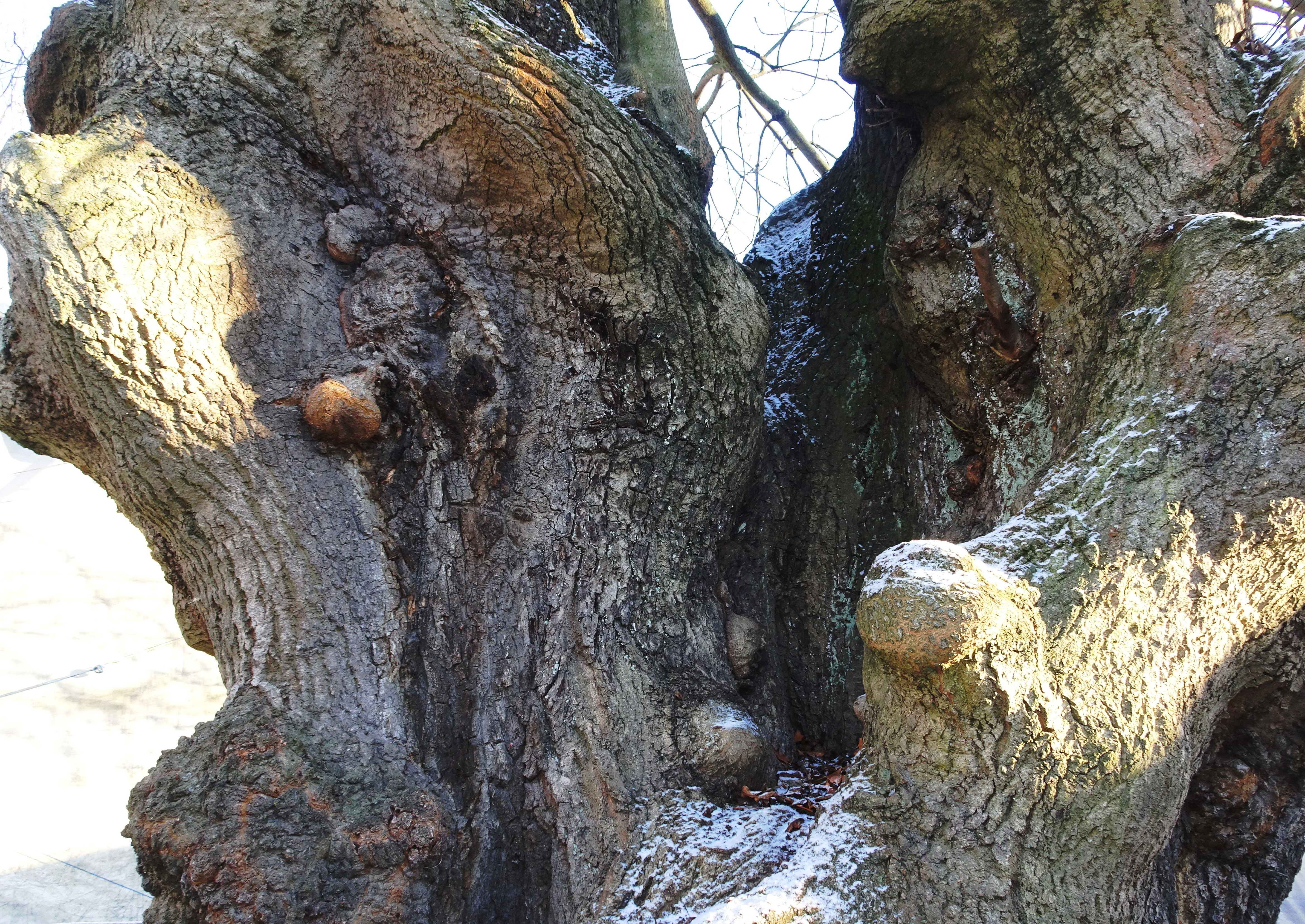
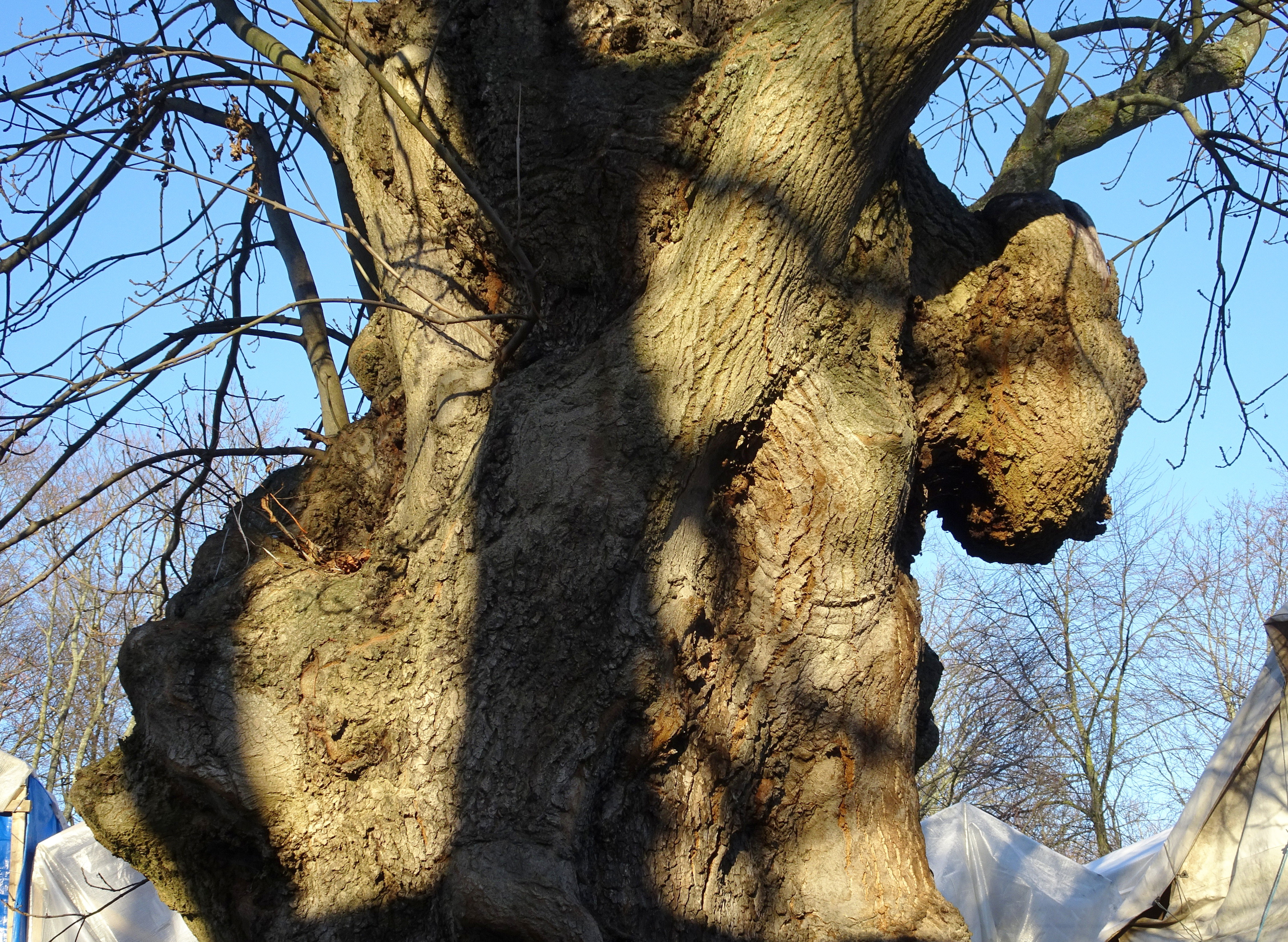
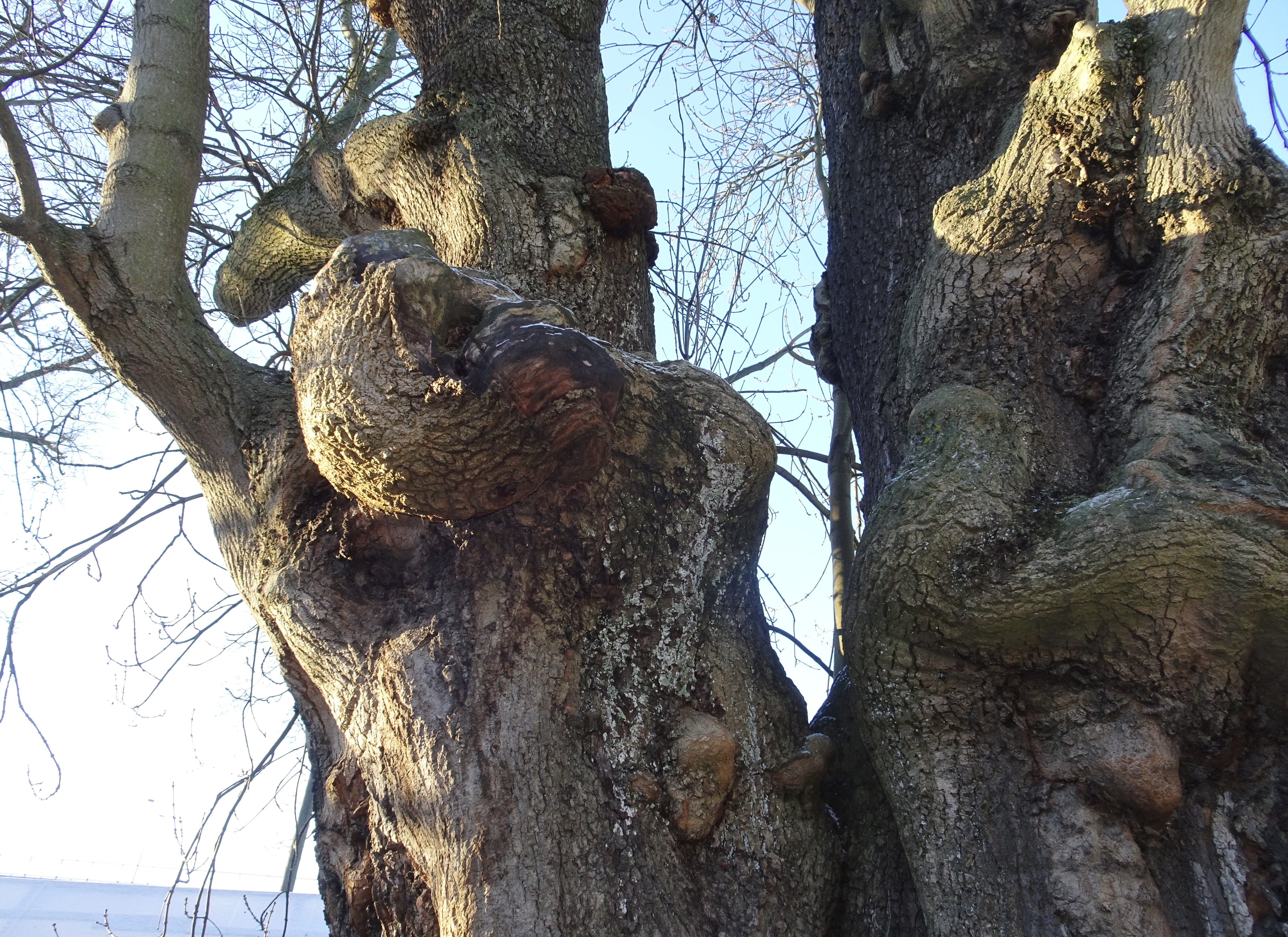